# Bazouges-sur-le-Loir
Bazouges-sur-le-Loir là một xã thuộc tỉnh Sarthe trong vùng Pays-de-la-Loire tây bắc nước Pháp. Xã này nằm ở khu vực có độ cao từ 22-99 mét trên mực nước biển.